# Laixi
Laixi är en stad på häradsnivå som lyder under Qingdaos stad på prefekturnivå i Shandong-provinsen i norra Kina.
Den ligger omkring 310 kilometer öster om provinshuvudstaden Jinan. 